# مارتین چیورس
مارتین چیورس (به انگلیسی: Martin Chivers) بازیکن فوتبال زادهٔ ۲۷ آوریل ۱۹۴۵ اهل کشور انگلستان بود که سابقهٔ بازی در تیم ملی فوتبال انگلستان را در کارنامهٔ خود دارد. وی در تاریخ ۳ فوریه ۱۹۷۱ نخستین بازی ملی خود را در مقابل تیم ملی فوتبال مالت انجام داد و با حضور در ۲۴ بازی ملی، در تاریخ ۱۷ اکتبر ۱۹۷۳ واپسین بازی ملی‌اش را در برابر تیم ملی فوتبال لهستان برگزار کرد.
این بازیکن توانسته در بازی‌های ملی، ۱۳ گل به ثمر برساند.